# Verwaltungsgemeinschaft Am Brahmetal
De Verwaltungsgemeinschaft Am Brahmetal is een gemeentelijk samenwerkingsverband van acht gemeenten in de landkreis Greiz in de Duitse deelstaat Thüringen. Het bestuurscentrum bevindt zich in Großenstein.

## Deelnemende gemeenten
De volgende gemeenten maken deel uit van de Verwaltungsgemeinschaft:
1. Bethenhausen
2. Brahmenau
3. Großenstein
4. Hirschfeld
5. Korbußen
6. Pölzig
7. Reichstädt
8. Schwaara